# Haplophaedia aureliae

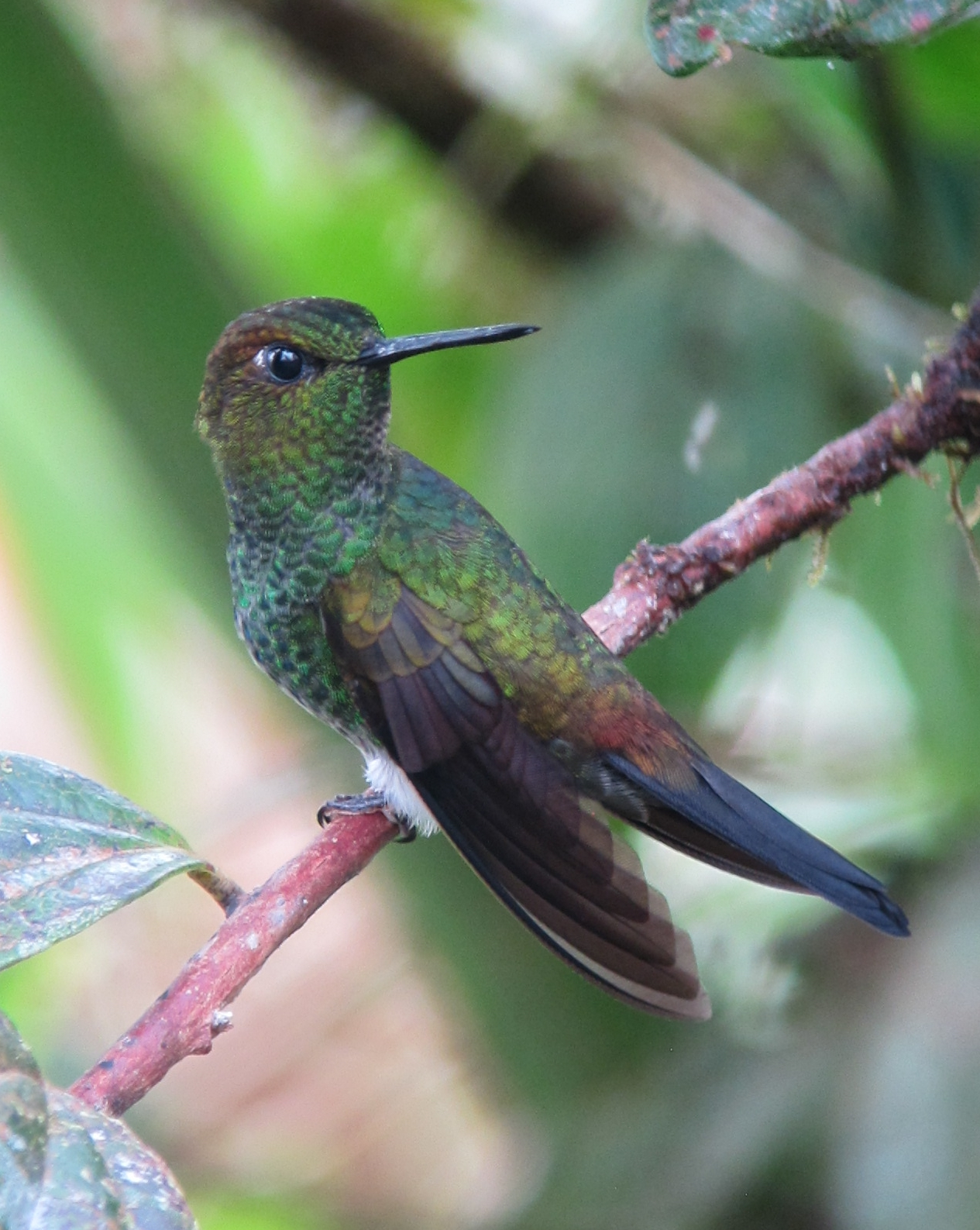

Haplophaedia aureliae là một loài chim trong họ Chim ruồi.